# Ferdinando Guercilena
Ferdinando Guercilena, né à Montodine le 29 octobre 1899 et mort à Lecco le 6 mai 1973, est un missionnaire italien qui fut évêque en Birmanie.

## Biographie

### Fantassin du Grappa
Ferdinando Guercilena est fils de pêcheur et pêche lui-même jusqu'à ses seize ans. Il fréquente ensuite le séminaire diocésain de Crema, mais il doit interrompre ses études à cause de la Première Guerre mondiale lorsqu'il est appelé sous les drapeaux. De l917 à 1919, il est fantassin du Mont Grappa, lieu d'une bataille acharnée, et se voit attribuer la médaille de bronze de la valeur militaire. Il termine ses études secondaires, puis entre en 1922 à l'Institut pontifical pour les missions étrangères de Milan. Il est ordonné prêtre le 19 mars 1926 au noviciat de Sant'Ilario Ligure (quartier de Gênes) par l'archevêque de Gênes, Mgr Minoretti. Le 2 octobre 1926, Ferdinando Guercilena est envoyé comme missionnaire en Birmanie qui était alors sous protectorat britannique. Il va y passer plus de quarante ans de sa vie.

### Baroudeur
Ferdinando Guercilena est un homme d'action doté d'un dynamisme contagieux. Il se lance dans l'apostolat, fonde des écoles et des dispensaires; etc. En 1929, il est envoyé dans le nord de la nouvelle préfecture apostolique de Kengtung où il veut évangéliser une tribu de peuple montagnard les Vas, fort méconnus si ce n'est pas leur terrifiant surnom: les « coupeurs de tête ». Ce n'est qu'en 1914 qu'une mission est ouverte à Mongping pour tenter de les rejoindre. Le P. Guercilena, loin de tous et tenaillé par la faim, missionne dans la région sans atteindre le territoire des Vas. De retour, il se fait tancer par les autorités coloniales pour s'être aventuré dans les confins de Kengtung et pour « exporter la rébellion auprès de populations ignorantes ». L'année suivante, il fonde avec le Père Francesco Portaluppi des stations missionnaires, notamment celle de Mong Yang qui deviendra une ville importante et celle de Mongpok, aux confins du Manglên, le territoire des Vas, où le Père s'installe comme curé.
En octobre 1934, il se rend à Mongpok avec le préfet apostolique, Mgr Erminio Bonetta, afin d'entrer dans le territoire des Vas munis des autorisations nécessaires. Il est reçu le 12 novembre par le chef des Vas (le sawbwa ou saopha) qui lui accorde le droit d'ouvrir des écoles. La population était alors divisée avec d'une part les Tchong, plus civilisés, et d'autre part les Vas, population très guerrière descendant de ses montagnes pour couper des têtes et faire des razzias. C'est pourquoi le chef sawbwa avait préféré s'établir plus au nord que Takut afin de jouir d'une plus grande tranquillité. Il est à noter que des moines bouddhistes commençaient à enseigner les Tchong à cette époque.
Mgr Bonetta et le Père Guercilena se posent donc à Lashio, capitale des États shan septentrionaux et dépendant alors du vicariat apostolique de Mandalay qui était très peu pénétré des missionnaires. Leur intention est d'atteindre les Vas. Le Français Mgr Albert Falière, qui est vicaire apostolique de Mandalay, se montre enthousiaste de leur projet et consent à céder aux missionnaires de l'Institut pontifical une portion de son territoire correspondant aux terres des Vas. Mgr Bonetta retourne confiant à Kengtung le 12 décembre 1934 et deux ans plus tard, le 9 mars 1936, la Propaganda Fide publie son décret qui confie au PIME les terres qui composent aujourd'hui le diocèse de Lashio, évangélisées avec ardeur par le Père Guercilena.
Avec la Seconde Guerre mondiale, la situation empire d'un coup. Les missionnaires italiens (l'Italie, alliée du Japon et de l'Allemagne, est en guerre contre l'Empire britannique) sont internés, puis déportés en janvier 1942 dans un camp aux Indes; le Père Guercilena est choisi par ses pairs comme supérieur du camp de Darjeeling (au nord de l'Inde, entre le Népal et le Bhoutan), endroit au climat agréable et tempéré. Mais les Japonais avancent de plus en plus et arrivent en avril. Le Père Guercilena subit, comme tant d'autres missionnaires italiens, la torture sous le prétexte de collaboration avec les Anglais et perd l'œil gauche. À la fin de 1946, il a le droit de retourner à Kengtung où il ordonne un premier prêtre autochtone, l'abbé Stephen Vong, d'origine chinoise et élevé dans les écoles anglo-chinoises de Rangoon.

### L'évêque des bois
Mgr Bonetta meurt d'un accident de la route le 22 février 1949 et Ferdinando Guercilena lui succède comme préfet apostolique de Kengtung. Le 26 mai 1950, la préfecture apostolique est élevée au rang de vicariat apostolique et Ferdinando Guercilena en devient le premier vicaire apostolique le 31 mai suivant. Il rentre en Italie après vingt-quatre ans d'absence et s'y fait consacrer évêque le 8 octobre 1950 avec le siège titulaire d'Adriania.
Il revient en Birmanie en 1951. Le pays est indépendant depuis 1948, mais il est miné par la guerre civile, surtout dans les confins nord-orientaux. L'armée birmane lutte contre les velléités séparatistes des peuples montagnards, contre la guérilla communiste attisée par la Chine de Mao Tsé-Toung et contre divers groupes armés de Chinois, sans parler de la terreur exercée par des bandes de contrebandiers et des trafiquants d'opium, sur fond de guerres tribales.
Le 1er janvier 1955, le Saint-Siège érige le vicariat en diocèse, comme le sont tous les autres territoires de l'Église dans le pays. Mgr Guercilena devient donc le premier évêque de Kengtung. Il se dévoue avec ardeur à la formation d'un clergé et de catéchistes autochtones. Il charge le Père Farronato de traduire les textes en langues locales. L'activité de l'« évêque des bois », tel qu'il aime à se définir lui-même, redouble pendant cette période car il voyage constamment dans les endroits les plus éloignés et notamment dans les forêts autour de Lashio qui devient le siège d'une nouvelle préfecture apostolique en 1975. Il ordonne le premier prêtre d'ethnie Kachin en 1966. Il continue à envoyer des missionnaires pour pénétrer chez les Vas par le nord (avec le Père Igino Zuliani) ou par le sud (avec le Père Grazioso Banfi et le Père Graziono Gerosa) par Mong Yang et Mong Pok.
Il obtient la conversion d'une bonne partie du peuple akha et popularise en Italie l'idée d'adoption à distance appelée aujourd'hui parrainage humanitaire, afin de maintenir et soutenir localement les élèves de l'école Saint-Louis de Kengtung.
Le nouveau diocèse paye le tribut du sang avec les martyres du Père Pietro Manghisi en 1953, du Père Eliodoro Farronato en 1955, du prêtre sino-birman Stephen Vong en 1961. Mgr Guercilena échappe lui-même plusieurs fois à la mort.

### Retour forcé dans la patrie
Il retourne en Italie en 1962 pour assister aux sessions du concile Vatican II et pour subir une opération chirurgicale, mais il rentre ensuite en Birmanie. Cependant en mars 1962, le général Ne Win avait organisé un coup d'état instaurant une dictature militaire d'inspiration nationaliste. La junte militaire au pouvoir la représente comme la voie birmane vers le socialisme, mais en fait cette politique non-alignée s'avère de plus en plus répressive; elle devient également méfiante vis-à-vis des étrangers et dans le but d'éradiquer toute trace du colonialisme britannique passé, elle finit par expulser les étrangers. En 1966, le régime du général Ne Win expulse les étrangers arrivés après l'indépendance et limite la présence de ceux qui s'y sont établis de manière stable. En 1968, Mgr Guercilena doit retourner en Italie pour se faire à nouveau opérer de la prostate, alors qu'il a en plus de graves problèmes cardiaques. L'opération se passe bien, mais les autorités, malgré les assurances qu'elles lui avaient données, lui refusent son visa de retour. L'évêque est donc obligé de démissionner le 19 septembre 1972. Pendant cet « exil forcé dans la patrie », le pape Paul VI avait nommé comme évêque auxiliaire un ecclésiastique autochtone, Mgr Abraham Than, le 19 décembre 1968. Il est consacré le 11 mai 1969 et succède à Mgr Guercilena après son renoncement.
Mgr Guercilena meurt le 6 mai 1973 dans la maison de repos  des missionnaires du PIME à Rancio, quartier de Lecco.

## Distinctions
- Médaille de bronze de la valeur militaire

## Source de la traduction
- (it) Cet article est partiellement ou en totalité issu de l’article de Wikipédia en italien intitulé « Ferdinando Guercilena » (voir la liste des auteurs).